# John Fromen Anderson
Pour les articles homonymes, voir Anderson.
John Fromen Anderson est un général de brigade américain de l'Union. Il est né le 4 décembre 1832 à Wiscasset, dans le Maine, et est mort le 19 avril 1902 à Portland. Il est inhumé au Grove Cemetery de Belfast. Il est le fils de Hugh Johnston Anderson (en), gouverneur du Maine, et de Martha J. Dummer.

## Avant la guerre
John Anderson est un marchand de tissus. 

## Guerre de Sécession
John F. Anderson débute la guerre de Sécession comme simple soldat dans le 4e bataillon de la milice du Massachusetts. Il est nommé  premier lieutenant, et adjudant dans le 24e régiment d'infanterie du Massachusetts le 2 septembre 1861. Il est promu enfin commandant en servant comme aide de camp du major-général John Gray Foster le 9 juin 1863. 
Il est breveté lieutenant-colonel des volontaires le 1er mars 1865.
Il est breveté brigadier général des volontaires le 13 mars 1865 pour bravoure et services méritoires pendant la guerre.

## Après la guerre
John F. Anderson démissionne de l'armée le 27 mars 1865.

## Source
1. 1 2 3 4  (en) Francis B. Heitman, Historical Register and Dictionary of the united States Army, from it's Organization, September 29, 1789, to March 2, 1903, Washington, Government Printed Office, 1903

- "Civil War High Commands". David et John Eicher (2001), p° 105